# Paranaspia miniacea
Paranaspia miniacea är en skalbaggsart som först beskrevs av Charles Joseph Gahan 1906.  Paranaspia miniacea ingår i släktet Paranaspia och familjen långhorningar. Inga underarter finns listade i Catalogue of Life.